# In God's Hands
"In God's Hands" is een nummer van de Canadese popzangeres Nelly Furtado. Het werd uitgebracht als de zevende en laatste single van het derde studioalbum Loose, die de Canadese zangeres Nelly Furtado in Nederland uitbrengt.

## Totstandkoming
Tijdens een concert in het Duitse München in maart 2007, verklaarde Nelly Furtado dat "In God's Hands" de vijfde Europese single van het succesvolle album Loose werd. Dit was het alleen het geval in het Verenigd Koninkrijk, in Nederland werd de single als de zevende single op 14 december 2007 uitgebracht. Het nummer gaat over het op de klippen lopen van de relatie tussen Furtado en dj Jasper Gahunia.
De videoclip bij het nummer is op 9 mei 2007 opgenomen in Los Angeles.

## Commerciële release
De radioversie van "In God's Hands" is korter dan de albumversie en de videoversie. Ook is het arrangement van de radioversie anders. Er bestaat een Spaanse versie genaamd "En las Manos de Dios" die op een speciale uitgave van Loose staat. "In God's Hands" is de zevende single van dit album van Nelly Furtado die door Radio 538 verkozen is tot Alarmschijf. Het is nooit eerder gebeurd dat een artiest zo'n lange reeks van Alarmschijven had.

### Hitnotering
| In God's Hands in de Nederlandse Top 40 - binnen: 22 december 2007 | In God's Hands in de Nederlandse Top 40 - binnen: 22 december 2007 | In God's Hands in de Nederlandse Top 40 - binnen: 22 december 2007 | In God's Hands in de Nederlandse Top 40 - binnen: 22 december 2007 | In God's Hands in de Nederlandse Top 40 - binnen: 22 december 2007 | In God's Hands in de Nederlandse Top 40 - binnen: 22 december 2007 | In God's Hands in de Nederlandse Top 40 - binnen: 22 december 2007 | In God's Hands in de Nederlandse Top 40 - binnen: 22 december 2007 | In God's Hands in de Nederlandse Top 40 - binnen: 22 december 2007 | In God's Hands in de Nederlandse Top 40 - binnen: 22 december 2007 | In God's Hands in de Nederlandse Top 40 - binnen: 22 december 2007 | In God's Hands in de Nederlandse Top 40 - binnen: 22 december 2007 |
| Week                                                               | 1                                                                  | 2                                                                  | 3                                                                  | 4                                                                  | 5                                                                  | 6                                                                  | 7                                                                  | 8                                                                  | 9                                                                  | 10                                                                 | 11                                                                 |
| ------------------------------------------------------------------ | ------------------------------------------------------------------ | ------------------------------------------------------------------ | ------------------------------------------------------------------ | ------------------------------------------------------------------ | ------------------------------------------------------------------ | ------------------------------------------------------------------ | ------------------------------------------------------------------ | ------------------------------------------------------------------ | ------------------------------------------------------------------ | ------------------------------------------------------------------ | ------------------------------------------------------------------ |
| Nummer                                                             | 21                                                                 | 17                                                                 | 16                                                                 | 15                                                                 | 19                                                                 | 20                                                                 | 21                                                                 | 25                                                                 | 28                                                                 | 37                                                                 | uit                                                                |

## Tracklist
Promo-cd-single
1. "In God's Hands" (radiomix) – 3:58
2. "In God's Hands" (albumversie) – 4:14

Nederlandse/Duitse/Italiaanse cd-single
1. "In God's Hands"
2. "In God's Hands" (live)
3. "I'm Like a Bird" (live)
4. "In God's Hands" (videoclip)